# 423205 Echezeaux
423205 Echezeaux este o planetă minoră (asteroid) din centura de asteroizi. A fost descoperită pe 5 septembrie 2004 la Vicques⁠(d) de Michel Ory⁠(d). 
Obiectul prezintă o orbită caracterizată de o semiaxă mare de 2,7903414014279 UAi, o excentricitate de 0,3, o înclinație de 13,3 ° în raport cu ecliptica.